# Li An Phoa
Li An Phoa (1980) is een Nederlandse filosofe en ecologe. Ze is vooral bekend door haar strijd voor schone, drinkbare rivieren. Met wandelingen langs rivieren vraagt ze aandacht voor de vervuiling. In 2022 schreef ze met Maarten van der Schaaf een boek over haar ervaringen. 

## Biografie
Li An Phoa groeide op in Capelle aan den IJssel. Ze studeerde bedrijfskunde en filosofie aan de Erasmus Universiteit Rotterdam. In Engeland volgde ze een opleiding voor holistische ecologie. 
In 2005 bracht ze enkele winters en zomers door in Canada op en rond de Rupert. Het rivierwater was destijds drinkbaar, maar na de bouw van een dam bleek het water dermate vervuild dat het niet langer geschikt was voor consumptie. Sindsdien wandelt ze in verschillende werelddelen rivieren af om aandacht en respect te vragen voor dit ecosysteem.
In 2018 wandelde Phoa de Maas af vanaf de bron tot de monding, bedoeld als oproep voor drinkbare rivieren. Deze tocht is het onderwerp van de documentaire-drieluik  De Boeddhistische Blik: Drinkbare Maas: voettocht van een vrouw met een missie. In 2021 wandelde ze de IJssel af.
In 2020 richtte Phoa de stichting drinkable rivers op. Daarnaast is ze lesgever van een nomadische school.
Ze schreef samen met haar partner, journalist Maarten van der Schaaf, het boek Drinkbare rivieren.  
Met haar partner is ze woonachtig in Amsterdam.  

## Publicaties
- 2022 - Drinkbare rivieren